# Brabantiske revolution
Brabantiske revolution, undertiden benævnt den belgiske revolution 1789–90 i ældre skrifter,  var et væbnet oprør, der fandt sted i de Østrigske Nederlande mellem oktober 1789 og december 1790.
Revolutionen, der fandt sted på samme tid som revolutionerne i Frankrig og Liège, førte til, at Habsburgernes styre for en kort periode blev afløst af Belgiens forenede stater. Oprøret varede fra 24.  oktober 1789 til 3. december 1790.